# Epicnaphus phalaropus
Epicnaphus phalaropus är en svampart som beskrevs av Singer 1960. Epicnaphus phalaropus ingår i släktet Epicnaphus och familjen Marasmiaceae.   Inga underarter finns listade i Catalogue of Life.